# ميثانية نارية
الميثانية النارية (الاسم العلمي:Methanopyrus) هي جنس من العتائق يتبع فصيلة الميثانات النارية من رتبة الميثانيات النارية.

## أنواع
هناك نوع وحيد معروف للميثانية النارية هو :
- الميثانية النارية الكاندلرية (الاسم العلمي:Methanopyrus kandleri)